# Михаленки (Марий Эл)
Михаленки (мар. Микал почиҥга) — деревня в Куженерском районе Республики Марий Эл. Входит в состав Тумьюмучашского сельского поселения.

## География
Находится в северо-восточной части республики Марий Эл на расстоянии приблизительно 5 км на северо-запад от районного центра посёлка Куженер.

## История
Известна с 1909 года, когда здесь проживало 40 человек, в 1949 16 дворов и 62 жителя. В 1992 году в деревне было 10 дворов, в 2002 году 9 дворов. В советское время работали колхозы «Йошкар кече» и «Путь Ленина».

## Население
Население составляло 11 человек (мари 82 %) в 2002 году, 6 в 2010.